# St. Sebald (Dietfurt a. d. Altmühl)

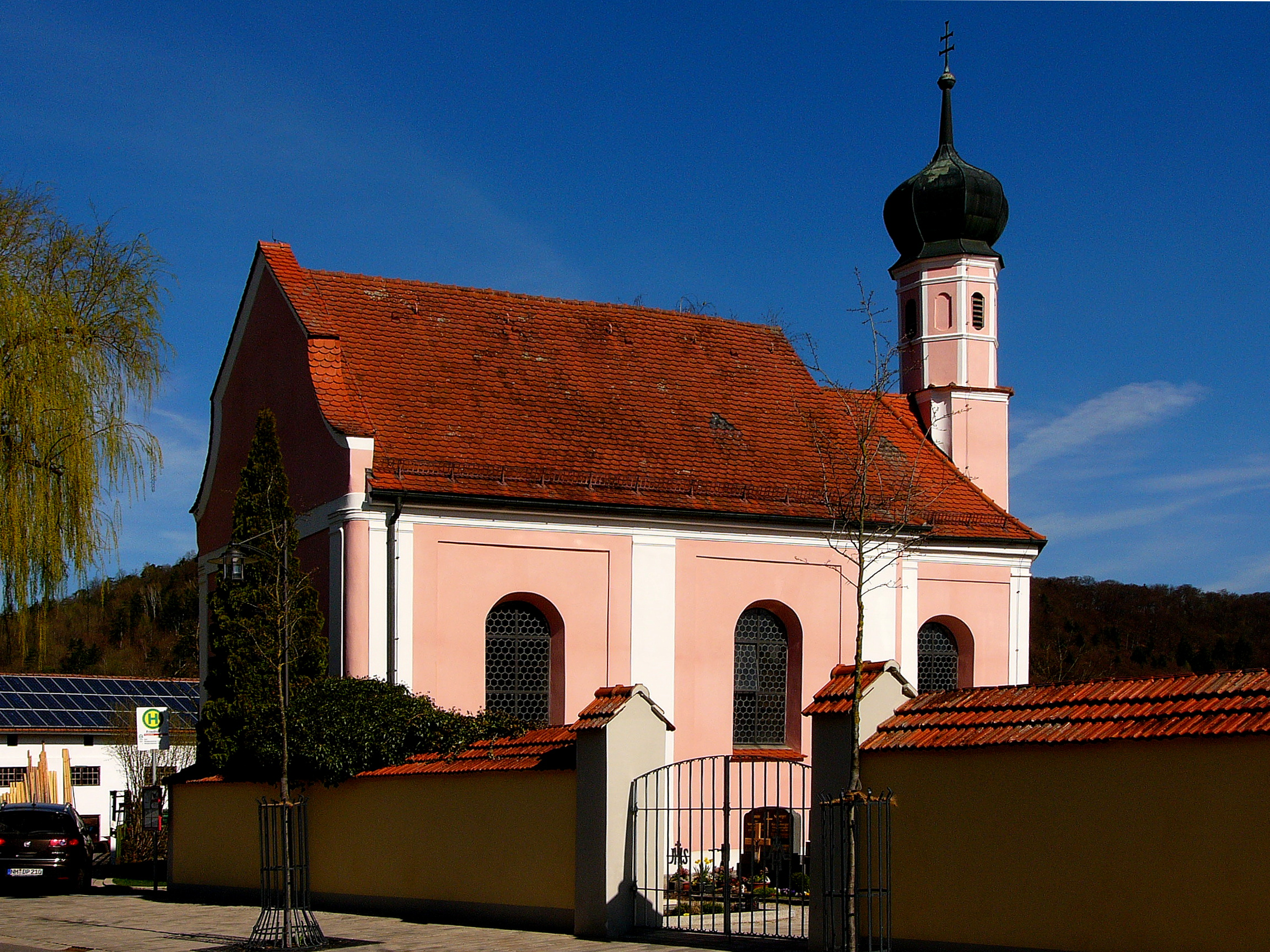
St. Sebald (Dietfurt a. d. Altmühl)

Die römisch-katholische, denkmalgeschützte Friedhofskapelle St. Sebald steht auf dem Kirchfriedhof von Dietfurt an der Altmühl, einer Stadt im Landkreis Neumarkt in der Oberpfalz. Die Kirche gehört zur Pfarrei St. Ägidius. Das Bauwerk ist unter der Denkmalnummer D-3-73-121-18 als Baudenkmal in die Bayerische Denkmalliste eingetragen.

## Beschreibung
Die Saalkirche wurde 1736 erbaut. Sie besteht aus einem Langhaus mit Bogenfenstern zwischen Pilastern, das mit einem Satteldach bedeckt ist, einem eingezogenen, dreiseitig geschlossenen Chor im Osten und einem Kirchturm auf quadratischem Grundriss an dessen Stirnseite, dessen achteckiges Geschoss den Glockenstuhl beherbergt, in dem zwei 1948 gegossene Gussstahlglocken hängen. Der Kirchturm ist mit einer Zwiebelhaube bedeckt. Die Fassade im Westen, in der sich das Portal befindet, ist mit einem Schweifgiebel bedeckt. 
Zur Kirchenausstattung gehört ein Hochaltar aus der Bauzeit. Auf dem von zwei Säulen flankierten Altarretabel ist der heilige Sebastian zu sehen.